# Francica
Francica ist eine süditalienische Gemeinde (comune) mit 1605 Einwohnern (Stand 31. Dezember 2023) in der Provinz Vibo Valentia in Kalabrien. Die Gemeinde liegt etwa 6,5 Kilometer südsüdöstlich von Vibo Valentia. In Francica wurde er argentinische Tangosänger Roberto Maida (1908–1993) geboren.

## Geschichte
Francica wurde in der Zeit der Normannenherrschaft gegründet. Schwere Zerstörungen erfuhr es im Märzbeben 1638.

## Verkehr
Die Autostrada A3 bildet die östliche Grenze der Gemeinde.